# 鞭扇蛛
鞭扇蛛（学名：Zilla astridae），又稱阿須寬肩鬼蛛，为园蛛科扇蛛属的动物。分布于日本、朝鲜、台湾岛以及中国大陆的湖南、浙江、广西等地，一般栖息于山地树林。该物种的模式产地在日本。